# 威爾遜鎮區 (密歇根州阿爾皮納縣)
威爾遜鎮區（英語：Wilson Township）是位於美國密歇根州阿爾皮納縣的一個行政鎮區。

## 地方資料
威爾遜鎮區的面積為206.70平方千米，當中陸地面積為205.30平方千米，而水域面積為1.40平方千米。根據2020年美國人口普查的數據，當地共有人口1972人，而人口密度為每平方千米9.54人。